# W. Dwight McCaughey
William Dwight McCaughey (Harrison Township, Perry County, 1 oktober 1878 – Los Angeles, 9 april 1967) was een Amerikaans componist en dirigent.
Van deze componist is niet veel bekend. Hij was dirigent van verschillende harmonieorkesten in de Verenigde Staten en leefde een bepaalde tijd in Los Angeles. Als componist schreef hij een aantal werken voor harmonieorkest. 

## Composities

### Werken voor harmonieorkest
- 1898 Rock chalk, Jay Hawk, K.U.!, mars en two-step
- 1909 Alda Overture
- 1909 Porters Catalina Band, mars
- 1931 Everybody's band book
  1. Aero Club, march
  2. Blue and Gold, overture
  3. Altamont, march
  4. Chief Red Feather, Indian intermezzo
  5. Crown City, march
  6. Dress Parade, march
  7. Field of Honor, march
  8. Hearts of Oak, march
  9. Harvard Special,l march
  10. Jolly Trumpeter, march
  11. Lakes of Ocala, waltz
  12. Merry Minstrels, march
  13. The Mission of the Rose, serenade
  14. 19th Infantry, march
  15. National Guard, march
  16. Over the Top, march
  17. Southern Belles, caprice
  18. Thalia, waltz
  19. Western Spirit, march
- 1939 Mount Royal
- 1939 The Highlanders
- 1940 Jenkins junior gem band book
- 1942 Keller's junior champion band book
  1. Tanforan - march
  2. Camp Taylor - march
  3. Campus Capers - march
  4. Front and Center - march
  5. Gridiron - march
  6. Honorary Escort - march
  7. Bay Meadows - march
  8. The Skipper - march
  9. Little Charmer - waltz
  10. In a Southern Garden - caprice
  11. Almond Blossoms - serenade
  12. Enchanted Lake - waltz
  13. Sunset Hour - romance
  14. El Cerrito - Spanish serenade
  15. Laconia - overture
  16. The Ambassador - overture
- 1952 Fortuna Overture
- 1953 Rose of Zamora, zigeuner serenade
- Aero Club march
- Celeste
- Fort Lawton march
- Jolly Trumpeter March
- Lakes of Ocala
- Yuletide Overture

### Kamermuziek
- 1934 Enchanted isle, duet voor dwarsfluit en klarinet (of twee dwarsfluiten)
- 1950 Mignonette - waltz de salon, voor dwarsfluit en piano

## Discografie
- Tradition: Legacy of the March, Vol. 2; Texas A&M University Symphonic Band - Timothy Rhea, Mark Records 3204-MCD